# Eroica
Eroica är Ludwig van Beethovens symfoni nummer 3 Op. 55 i Ess-dur, första uppförande 9 juni 1804 (privat) och 23 januari 1805 (publikt). Eroica betyder närmast hjältemodig. Symfonin var ursprungligen tillägnad Napoleon Bonaparte, men efter dennes utropande av sig själv till kejsare den 18 maj 1804 rev Beethoven titelsidan i vrede hösten samma år, och därefter ändrade han dedikationen till för att fira minnet av en stor man.

## Bakgrund
Den ursprungliga inspirationen till verket verkar ha kommit från den franska beskickningen i Wien, divisionsgeneral Jean-Baptiste Bernadotte (senare kung Karl XIV Johan av Sverige), som umgicks mycket med Beethoven under sitt besök i staden 1798 och verkar ha påverkat kompositören att skriva ett verk för att hedra general Bonaparte [källa behövs]. I Napoleon såg Beethoven en personifiering av de dygder som den gamla romerska republiken representerade. 1804 visade Beethoven arrangemanget för sina vänner, där han över sitt eget namn hade skrivit namnet "Bounaparte", men när Napoleon utropade sig själv till kejsare den 2 december 1804 rev Beethoven itu sidan och skrev istället "Sinfonia Grande" på sitt exemplar, dock med en notering i blyerts lydande "Geschrieben auf Bonaparte". Till slut tillägnade Beethoven furst Lobkowitz verket, efter att denne hade betalat 400 dukater för äran.

## Satser
Symfonin består av fyra satser och har flera originella inslag från det klassiska mönstret, till exempel består den långsamma satsen av en begravningsmarsch: "Marcia Funebre", och menuetten är ersatt med ett Scherzo. Dessutom kan man höra variationer på teman från baletten Prometheus i finalen.
1. Allegro con brio
2. Marcia funebre: Adagio assai
3. Scherzo: Allegro vivace
4. Finale: Allegro molto

## Instrumentation
2 Flöjter
2 Oboer
2 Klarinetter
2 Fagotter
3 Valthorn
2 Trumpeter
Timpani
Stråkar